# Бітія
Бі́тія (рос. Бития) — присілок у складі Абатського району Тюменської області, Росія.
Населення — 209 осіб (2010, 298 у 2002).
Національний склад станом на 2002 рік:
- росіяни — 99 %